# Talk That Talk

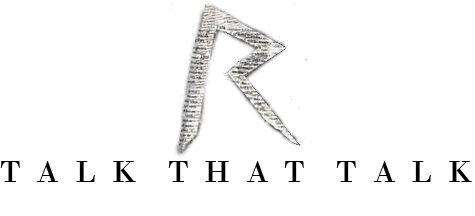

Talk That Talk (englisch für „Führe das Gespräch“) ist das sechste Studioalbum der aus Barbados stammenden Sängerin Rihanna, das im November 2011 erschien.

## Entstehung und Veröffentlichung
Die Erstveröffentlichung von Talk That Talk erfolgte am 18. November 2011 bei Def Jam Recordings. Das Album erschien in seiner Originalausführung als CD und Download mit elf Titeln (Katalognummer: 06025 2787840). Am gleichen Tag erschien auch eine Deluxeausführung mit drei Bonustiteln (Katalognummer: 06025 2787842). Am 7. April 2017 erschien das Album erstmals als LP-Ausführung (Katalognummer: 06025 57079845).
Geschrieben und produziert wurden die Lieder von verschiedenen, wechselnden Autoren und Musikproduzenten, darunter namhafte Musiker wie Calvin Harris, Chauncey Hollis, Nadir Khayat, Christopher Mercer, Tim Mosley oder auch das Produzentenduo Stargate. Rihanna selbst war beim Schreibprozess von sechs Titeln beteiligt.

## Inhalt und Stil
Talk That Talk besteht aus einer Vielzahl von musikalischen Genres, darunter Hip-Hop, R&B, House, Dancehall und Dubstep, ein Genre, das die Sängerin das erste Mal in ihrem vierten Studioalbum, Rated R (2009), mit einfließen ließ.
Der Eröffnungstitel You Da One, der von Dr. Luke produziert wurde, ist ein Mid-Tempo-Song mit karibischen Einflüssen, der auch von Dubstep inspiriert ist. Where Have You Been, das von Dr. Luke und Ester Dean produziert wurde, enthält Elemente aus dem Trance-Genre. Die erste Single, We Found Love, ist ein House- und Dance-Pop-Lied. Auf dem Titelstück, Talk That Talk ist der Rapper Jay-Z zu hören, und es wurde ein Teil von The Notorious B.I.G.s I Got a Story to Tell gesamplet. Der fünfte Track, Cockiness (Love It) wurde produziert von Bangladesh und bietet Hip-Hop- und Dancehall-Einflüsse. Der sechste Track, Birthday Cake, der von Da Internz und The-Dream produziert wurde, ist ein Interlude, das eine Minute und 18 Sekunden dauert. Das Stück bewegt sich zwischen den Genres Hip-Hop und Electronic. Wie durch den Produzenten des Songs bekannt wurde, soll das Lied zu einem späteren Zeitpunkt in voller Länge veröffentlicht werden. Der siebte Track We All Want Love ist ein akustisches Lied mit verschiedenen Drum-Beats. Der achte Track Drunk On Love wurde von den langjährigen Mitarbeitern StarGate und Ester Dean produziert und verfügt über Elemente aus Trance-Beats und Synthie-Pop. Es enthält einen Sample des Songs Intro, der im Original von der englischen Band The xx stammt. Der zehnte Song Watch n’ Learn besteht aus einer Hip-Hop-Melodie mit Synthie-Pop-Einflüssen. Der letzte Track der Standard-Ausgabe, Farewell, ist eine Ballade. Der erste Bonus-Track der Deluxe-Edition Red Lipstick ist ein Dubstep-Song, produziert von der englischen Band Chase & Status und The-Dream und co-produziert von Rihanna. Der dreizehnte Titel des Albums, Do Ya Thang, ist ein R&B-Song von The-Dream und Rihanna als Co-Produzentin. Der letzte Track des Albums, Fool in Love ist ein Midtempo-Song mit akustischen Gitarren.

## Titelliste
| Standard Edition | Standard Edition                    | Standard Edition                                                                         | Standard Edition     | Standard Edition |
| Nr.              | Titel                               | Autoren                                                                                  | Produktion           | Länge            |
| ---------------- | ----------------------------------- | ---------------------------------------------------------------------------------------- | -------------------- | ---------------- |
| 1                | You da One                          | Lukasz Gottwald, Ester Dean, John Hill, Robyn Fenty                                      | Dr. Luke             | 3:20             |
| 2                | Where Have You Been                 | Gottwald, Dean, Calvin Harris                                                            | Harris, Luke, Cirkut | 4:02             |
| 3                | We Found Love (feat. Calvin Harris) | Harris                                                                                   | Harris               | 3:36             |
| 4                | Talk That Talk (feat. Jay-Z)        | Dean, Jay-Z, Sean Combs                                                                  | StarGate             | 3:29             |
| 5                | Cockiness (Love It)                 | Candice Pillay, D. Abernathy, Shondrae Crawford, Fenty                                   | Bangladesh           | 2:58             |
| 6                | Birthday Cake                       | Terius Nash, Marcos Palacios, Ernest Clark, Fenty                                        | The-Dream            | 1:18             |
| 7                | We All Want Love                    | Dean, Ernest Wilson, Steve Wyreman, Kevin Randolph                                       | No I.D.              | 3:57             |
| 8                | Drunk On Love                       | Eriksen, Hermansen, Dean, Traci Hale, Romy Croft, Oliver Sim, Jamie Smith, Baria Qureshi | StarGate             | 3:32             |
| 9                | Roc Me Out                          | Eriksen, Hermansen, Dean, Rob Swire, Gareth McGrillen                                    | StarGate             | 3:29             |
| 10               | Watch n’ Learn                      | Priscilla Renea, Hit-Boy, Alja Jackson, Fenty                                            | Hit-Boy              | 3:31             |
| 11               | Farewell                            | Dean, Alexander Grant                                                                    | Big Juice            | 4:16             |

| Deluxe Edition | Deluxe Edition | Deluxe Edition                                                      | Deluxe Edition            | Deluxe Edition |
| Nr.            | Titel          | Autoren                                                             | Produktion                | Länge          |
| -------------- | -------------- | ------------------------------------------------------------------- | ------------------------- | -------------- |
| 12             | Red Lipstick   | Nash, James Hetfield, Lars Ulrich, Saul Milton, Will Kennard, Fenty | Chase & Status, The-Dream | 3:37           |
| 13             | Do Ya Thang    | Nash, Fenty                                                         | The-Dream                 | 3:43           |
| 14             | Fool in Love   | Gottwald, Dean, Dr Luke, Henry Walter                               | Dr. Luke                  | 4:15           |

## Singleauskopplungen
| Jahr | Titel               | Höchstplatzierung, Gesamtwochen, AuszeichnungChartplatzierungen (Jahr, Titel, , Platzierungen, Wochen, Auszeichnungen, Anmerkungen) | Höchstplatzierung, Gesamtwochen, AuszeichnungChartplatzierungen (Jahr, Titel, , Platzierungen, Wochen, Auszeichnungen, Anmerkungen) | Höchstplatzierung, Gesamtwochen, AuszeichnungChartplatzierungen (Jahr, Titel, , Platzierungen, Wochen, Auszeichnungen, Anmerkungen) | Höchstplatzierung, Gesamtwochen, AuszeichnungChartplatzierungen (Jahr, Titel, , Platzierungen, Wochen, Auszeichnungen, Anmerkungen) | Höchstplatzierung, Gesamtwochen, AuszeichnungChartplatzierungen (Jahr, Titel, , Platzierungen, Wochen, Auszeichnungen, Anmerkungen) | Anmerkungen                                                                          |
| Jahr | Titel               | DE | AT | CH | UK | US | Anmerkungen                                                                          |
| ---- | ------------------- | --- | --- | --- | --- | --- | ------------------------------------------------------------------------------------ |
| 2011 | We Found Love       | DE1 ×3Dreifachplatin · (34 Wo.)DE                                                                                                   | AT2 (23 Wo.)AT | CH1 ×2Doppelplatin · (34 Wo.)CH | UK1 ×5Fünffachplatin · (63 Wo.)UK                                                                                                   | US1 Diamant · (42 Wo.)US | Erstveröffentlichung: 22. September 2011 Verkäufe: + 19.460.000; feat. Calvin Harris |
| 2011 | You da One          | — | AT23 (8 Wo.)AT | CH36 (6 Wo.)CH | UK16 Gold · (17 Wo.)UK | US14 ×2Doppelplatin · (20 Wo.)US | Erstveröffentlichung: 14. November 2011 Verkäufe: + 2.747.500                        |
| 2012 | Talk That Talk      | — | — | CH11 (3 Wo.)CH | UK25 Silber · (11 Wo.)UK | US31 Platin · (20 Wo.)US | Erstveröffentlichung: 17. Januar 2012 Verkäufe: + 1.285.000; feat. Jay-Z             |
| 2012 | Birthday Cake       | — | — | — | — | US24 ×2Doppelplatin · (20 Wo.)US | Erstveröffentlichung: 6. März 2012 Verkäufe: + 2.000.000                             |
| 2012 | Where Have You Been | DE17 Platin · (16 Wo.)DE | AT20 (17 Wo.)AT | CH15 (21 Wo.)CH | UK6 Platin · (26 Wo.)UK | US5 ×4Vierfachplatin · (26 Wo.)US                                                                                                   | Erstveröffentlichung: 8. Mai 2012 Verkäufe: + 5.950.000                              |

## Kommerzieller Erfolg

### Chartplatzierungen
| ChartsChartplatzierungen       | Höchstplatzierung | Wochen |
| ------------------------------ | ----------------- | ------ |
| Deutschland (GfK)              | 3 (18 Wo.)        | 18     |
| Österreich (Ö3)                | 1 (10 Wo.)        | 10     |
| Schweiz (IFPI)                 | 1 (32 Wo.)        | 32     |
| Vereinigte Staaten (Billboard) | 3 (55 Wo.)        | 55     |
| Vereinigtes Königreich (OCC)   | 1 (58 Wo.)        | 58     |

| ChartsJahrescharts (2011)    | Platzierung |
| ---------------------------- | ----------- |
| Deutschland (GfK)            | 44          |
| Schweiz (IFPI)               | 36          |
| Vereinigtes Königreich (OCC) | 10          |

| ChartsJahrescharts (2012)      | Platzierung |
| ------------------------------ | ----------- |
| Schweiz (IFPI)                 | 40          |
| Vereinigte Staaten (Billboard) | 8           |
| Vereinigtes Königreich (OCC)   | 19          |

### Auszeichnungen für Musikverkäufe
| Land/Region                  | Auszeichnungen für Musikverkäufe (Land/Region, Auszeichnung, Verkäufe) | Verkäufe    |
| ---------------------------- | ---------------------------------------------------------------------- | ----------- |
| Australien (ARIA)            | Platin                                                                 | 70.000      |
| Belgien (BRMA)               | Gold                                                                   | 15.000      |
| Brasilien (PMB)              | Platin                                                                 | 40.000      |
| Dänemark (IFPI)              | 2× Platin                                                              | 40.000      |
| Deutschland (BVMI)           | Gold                                                                   | 100.000     |
| Europa (IFPI)                | Platin                                                                 | (1.000.000) |
| Indonesien (ASIRI)           | Platin                                                                 | 15.000      |
| Irland (IRMA)                | 3× Platin                                                              | 45.000      |
| Italien (FIMI)               | Platin                                                                 | 50.000      |
| Japan (RIAJ)                 | Gold                                                                   | 100.000     |
| Neuseeland (RMNZ)            | 3× Platin                                                              | 45.000      |
| Österreich (IFPI)            | Gold                                                                   | 10.000      |
| Polen (ZPAV)                 | 3× Platin                                                              | 60.000      |
| Schweden (IFPI)              | Platin                                                                 | 40.000      |
| Schweiz (IFPI)               | Platin                                                                 | 30.000      |
| Singapur (RIAS)              | Gold                                                                   | 5.000       |
| Spanien (Promusicae)         | Gold                                                                   | 30.000      |
| Ungarn (MAHASZ)              | Gold                                                                   | 3.000       |
| Vereinigte Staaten (RIAA)    | 3× Platin                                                              | 3.000.000   |
| Vereinigtes Königreich (BPI) | 3× Platin                                                              | 900.000     |
| Insgesamt                    | 7× Gold · 24× Platin ·                                                 | 4.598.000   |

Hauptartikel: Rihanna/Auszeichnungen für Musikverkäufe